# نيك باركنسون
نيك باركنسون (بالإنجليزية: Nick Parkinson)‏ هو دبلوماسي أسترالي، ولد في 5 ديسمبر 1925 في إنجلترا في المملكة المتحدة، وتوفي في 12 سبتمبر 2001 في كانبرا في أستراليا بسبب سرطان.